# Telemaco Buonaiuti
Telemaco Buonaiuti (Firenze, 18 aprile 1801 – Firenze, 5 aprile 1881) è stato un architetto italiano.

## Biografia
Era figlio di Carlo e da Carlotta Prezziner. La sua formazione non è nota; prima traccia della sua attività artistica sono delle incisioni ad acquatinta del 1824 per l'album di Giuseppe Del Rosso, Una giornata d'istruzione a Fiesole. All'architettura si affacciò nel 1826 con il progetto dei bagni delle antiche Terme in Borgo Santi Apostoli. Nel 1834 il padre gli commissionò il bazar Buonaiuti, un grande magazzino in via dei Calzaiuoli: si trattava di un salone coperto a vetri, al suo interno i negozi erano distribuiti su due livelli raccordati da uno scalone.
Trasformò il palazzo Pucci, impostandone in senso neoclassico la facciata, a cui aggiunse colonne e balconi. Lavorò anche al palazzo Gaddi. 
Nel 1854, Girolamo Pagliano gli affidò al costruzione di un nuovo grande teatro (l'attuale Teatro Verdi) sull'area del carcere delle Stinche. Nel 1862, progettò il Politeama Fiorentino (oggi Teatro Comunale), a cielo scoperto. La platea era circondata da un'unica fila di palchi; al di sopra di questi avevano inizio le gradinate. Successivamente si rifiutò di dotare il teatro di una copertura.
Nel 1864, per l'allargamento di via Tornabuoni, trasformò il palazzo Corsi-Tornabuoni, arretrandolo e dandogli nuove facciate.